# Eduard Strielcow
Eduard Anatoljewicz Strielcow (ros. Эдуард Анатольевич Стрельцов, ur. 21 lipca 1937 w Moskwie, zm. 22 lipca 1990 tamże) – rosyjski piłkarz grający na pozycji napastnika, reprezentant Związku Radzieckiego, zwany rosyjskim Pelé, mistrz olimpijski z Melbourne 1956.
Strielcow występował w zespole Torpedo Moskwa. W 1958 roku, kiedy reprezentacja ZSRR po raz pierwszy zakwalifikowała się do Mistrzostw Świata, nakazano mu wybrać nowy klub: albo należący do armii CSKA Moskwa, albo należący do KGB Dinamo Moskwa. Strielcow odmówił, co było powodem wyrzucenia go z reprezentacji.
Wkrótce potem został oskarżony o gwałt, którego miał się dopuścić 25 maja 1958 w towarzystwie dwóch innych reprezentacyjnych piłkarzy: Borisa Tatuszyna i Michaiła Ogońkowa. Po budzącym kontrowersje procesie został skazany na 12 lat łagru. Przedterminowo zwolniony w 1963 roku powrócił do sportu.
W 1965 poprowadził Torpedo Moskwa do mistrzostwa ZSRR. W reprezentacji Związku Radzieckiego rozegrał 38 meczów i zdobył 25 goli. Zmarł na raka, którego przyczyną – według żony – był pobyt w łagrze.